# Claire Curtis-Thomas
Claire Curtis-Thomas, tidigare Clare Curtis-Tansley, född 30 april 1958 i Neath, är en brittisk Labourpolitiker. Hon var parlamentsledamot för valkretsen Crosby från valet 1997 till 2010. Innan hon invaldes i parlamentet var hon ledamot av Crewe and Nantwich Borough Council.